# 細川通董
細川 通董（ほそかわ みちただ）は、戦国時代から安土桃山時代にかけての武将。初名は通頼（みちより）。細川野州家庶流出身で、野州家の家督を継承したと考えられている。後に毛利氏に属して子孫は長府藩家老となり、長府細川家の祖となった。

## 出自
従来、通董は叔父である輝政（通政）の猶子となり、戦国時代に在地領主としての自立を目指したとされていた。
ところが、晴国の経歴を研究していた馬部隆弘は通董の子孫である長府細川家が持つ「長府細川系図」に関して添付されている古文書の多くは真正であるものの、系図自体は古文書の内容に擦り合わせようとしたものだと評価し、特に細川輝政（通政）については創作された架空の人物であると結論付けた。また、通董についても野州家と呼ばれた家が、晴国の父である細川政春が備中守護に任じられた後は、政春の官途名（安房守）から「房州家」と呼ばれるようになっていた（従って、早世した晴国も安房守は名乗っていないものの、世間からは房州家当主として扱われていた）のにもかかわらず、その後継者である筈の通董が官途名を下野守と称して家名を「野州家」に戻してしまっていることを指摘し、通董が細川晴国の後継者として立てられたのは事実であるが晴国の子ではなく傍流からの継承であったと推測している。通董とその子孫である長府細川家が野州家の直系としての正統性を強調するために輝政（通政）という晴国と通董の間を埋める存在を創作したものの、野州家が房州家に家名を改めていた事実を確認できず（あるいは無視したために）、系図と添付の古文書の内容が示す事実関係と合致しなくなってしまったとしている。
なお、通董が晴国の後継者であることを示す文書としては、「長府細川文書」に所収された某年7月13日付の細川氏綱から通董に充てられた書状があるが、細川氏綱が「氏綱」と称し始めるのは天文12年（1543年）8月であるため、天文5年（1536年）の晴国の死の直後ではなく時間を経過してから出された文書であり、同文書自体が「安房守殿家督」の継承を認めたと記して晴国（通称：八郎）本人を意味する「晴国殿家督」「八郎殿家督」と表記しなかったのは、高国没後の後継争いで晴国とは微妙な関係にあった氏綱が、通董を房州家の後継者としては認めたものの、後日になって通董が「高国―晴国―通董」という京兆家相続の正統性を主張するのを阻止したい思惑があったとみられている。

## 背景

### 備中国の状況
文亀3年（1503年）頃には、細川義春の子・之持が備中守護に任じられており、一方で永正5年（1508年）頃から、細川野州家分家の細川国豊（細川春倶の長子）が守護として活動し始めている。国豊は間もなく没し、その後を継いだ九郎二郎某も永正12年（1515年）に19歳の若さで自害をしたため、野州家の細川政春が備中守護となっている。
同じ備中国に之持と国豊・九郎二郎・政春の2人の守護が存在した背景には、細川政元の死後に発生した後継者争い・永正の錯乱（両細川の乱）が原因であったとみられている。政元の養子であり、争いの当事者であった細川澄元は之持の弟、もう一方の当事者である細川高国は国豊の従兄で政春の実の息子でもあった。2人の守護が並立した結果、守護家が備中の戦国大名へと変貌することは無かった。そして、政春の没後、備中守護の任命の記録はなく、これをもって備中守護家は事実上断絶した。
以後、備中では中世的権威は大いに衰え、有力国人勢力が台頭してするようになり、備中は守護代であった庄氏・石川氏、また庄氏との連携を深めていた三村氏、さらに秋庭氏・新見氏・丹治部氏・上野氏・陶山氏・中島氏・姫井氏などの備中三十六氏と称された諸勢力が、国人としてそれぞれ割拠する状況であった。また、大内氏や尼子氏の介入が続いたことが混沌とした備中情勢を加速させていた。

## 生涯
通董の出生については、元文4年（1739年）に通董の墓所がある長川寺の住持・東光万仭が記した「鴨山城由緒記」によると、天文4年（1535年）に伊予国で生まれたと伝えられる。なお、記述内容に疑義が呈されている「長府細川系図」で通董の父とされる細川晴国が伊予国松山に在城したことにも疑義が呈されており、通董が伊予国に在国したか否かは再検討が必要との指摘がある。
天文13年（1544年）の7月3日に比定されている細川氏綱が「太郎」に対して「安房守殿家督」の継承を祝う書状に記された「太郎」が通董のことであると考えられており、このことから通董は天文13年（1544年）頃に家督を継ぎ、細川京兆家当主である細川氏綱に同調する立場であったことが窺える。
通董は永禄3年（1560年）頃までは「通頼」の名前で署名しており、細川野州家の嫡流が用いた通字である「国」や「春」の字を用いておらず、実際に用いられた「通」の字は伊予国の河野氏の通字であることから幼少期は河野氏の影響が強い場所で育ったと推測されており、細川氏綱の命で伊予国（温泉郡松山城→宇摩郡川之江城）から備中国浅口郡へと移ったとされるが詳細は不明。野州家歴代当主の実名は、例外なく将軍偏諱と「国」または「春」の一字を組み合わせたものになっている上、野州家当主の弟にも、国・春を実名に用いた人物がいることから、国・春の二字が野州家嫡流の通字であることは明らかである。ところが、通董（通頼）の実名には、この二字が使われていない。このことは通童が野州家嫡流とは無関係な環境で元服を済ませていることを表している。また、通董の「通」は、伊予国河野氏の通字である。こうした通董の実名の持つ特性は、通董が若年期に伊予国守護河野氏の庇護下にあったとの伝承をある程度裏書きするものと言える。野州家嫡流が細川晴国の没後に絶家に近い状態に陥り、何らかの事情で同家の伝統と無関係の人物が後継に入ったことになる。
通董は従来尼子氏方であった。通董を擁する安倍善三郎に対し、細川氏綱は藤沢左衛門尉を派遣している。また湯浅若狭守に対し、安倍氏のもとへ向かう藤沢氏を道中警護して無事に送り届けるよう命じている。いずれの史料も、花押型・内容から天文15〜19年の間に書かれたものと判定でき、この段階で通董・安倍氏主従が備中国にいたことは確実とみられる。氏綱が備中国にいた通董に、尼子氏と申し合わせて調略に努めるよう要請していることから、この段階の通董は、尼子・畠山同盟を前提とする氏綱の復権構想に組み込まれており、氏綱の意向に従い尼子方勢力と協力して備中国内の権力基盤維持に努めることが要請されていた。氏綱は尼子方の備後国神辺城主・山名理興に対し、備中国へ進出した尼子軍に呼応して一層奔走するよう依頼している。その文書には「連々御入魂」とあって高国系京兆家と備後山名氏とが以前から提携していたことが示されており、「猶通頼可有演説候」の文言によって通董が備後山名氏との実際的な交渉を担当していたことがわかる。高国系京兆家と備後山名氏の関係は、隣接地域に本拠をもち同氏との外交窓口となっている通董が維持していた。氏綱が通董に求める「尼子被申合、無異儀様調略」の具体的内容の一つは、こうした隣接地域の尼子与党との連携強化であったと考えられる。また、氏綱が通董に尼子氏と連携するよう命じるに当たって、実際には安倍善三郎にその意を伝えているが、これ以前にも高国派細川氏が備中国の安倍氏に対して命令を下している。年代は不明だが、細川高国が「浅口衆」に対して伊予国宇摩郡への出陣を命じた際、高国を補佐する細川尹賢はこの命を安倍蔵人重宗に伝え、「各被加異見、急度渡海候」ことを要請している。つまり安倍氏は、浅口郡の在地領主連合「浅口衆」に対し「異見」できる立場にあり、連合の中枢に影響力を持つ一族であったことがわかる。この安倍氏は「長州妙青寺記録」の中で、伊予国にいた通董を野州家当主として迎立する際の使者を勤めた人物として描かれ、天文7～14年の間に比定できる書状でも「下国」して通董に忠節を尽くすよう氏綱に命じられている。このことから、安倍氏は通董を野州家当主に擁立するに当たって在地側で中心的な役割を果たした領主と考えられる。一方、先述の安倍重宗が細川高国の奉行人を勤めていることから判断できるように、安倍一族は高国系京兆家権力の中枢にも関与していた。高国系京兆家と在地勢力とを結びつけるパイプとしての性格を持つ安倍氏を通じて、細川氏綱は通董を統御し、尼子方として働かせていたと考えられる。以上のことを考慮すると、家督相続から間もない時期（天文10年代）の通童の動向は、高国系京兆家の当主細川氏綱および浅口郡に基盤を持つ高国派の在地勢力の意向に規定されたものであった可能性が高い。天文年間の備中国は、澄元系京兆家を支持する阿波国守護細川讃州家と、高国系京兆家と結ぶ尼子氏との抗争の場となり、天文8年（1539年）10月には備中国で両軍の大規模な合戦が行われた。こうした情勢下、高国系京兆家の当主である氏綱は、自派の母体である野州家の分郡備中国浅口郡に残存する高国派の領主群を取りまとめ、盟友尼子氏の軍事力を後ろ盾に細川讃州家の影響力浸透を阻止し、備中国における基盤を堅守しようとしたと推測することができる。そしてそのために、氏綱はいったん没落していた野州家を通董に継がせて再興し、彼を核として野州家恩顧の領主群を結集させたと考えられる。初期の通董は、細川氏綱の代官として味方を取りまとめる立場にあったのである。しかし、こうした氏綱の構想は、現実にはうまく機能しなかった。この頃、大内義隆による備後国内の尼子方勢力に対する征討戦が本格化し、通董と協力した山名理興も本拠地神辺城を大内軍に囲まれた。この動きに対応するため、尼子晴久は天文16年（1547年）冬に備後・備中両国に進出したが、通董や理興のいる備南地域まで兵を進めることなく撤収し、以後具体的な軍事的支援を与えた形跡がみられない。こうして尼子氏の積極的な援軍が得られぬまま、天文18年（1549年）9月4日に神辺城は落城し、備後山名氏は滅亡した。
天文18年（1549年）11月には「柏島政所山」で大内氏と戦った。この戦いでは、家臣の大島彦十郎らの活躍によって戦死は免れたものの、尼子氏の支援が期待できぬまま孤立無援の状態で大内義隆に抵抗を続けることは不可能であり、結果大内氏へと帰順することとなった。天文17〜20年（1548年〜1551年）に通董から太刀・馬を贈られた大内義隆が通董に返礼しており、両者がある時点で和睦したことを示している。家督相続以来氏綱の指令を受け尼子方として活動してきた通董だったが、確実なところで神辺落城前後、柏島政所山合戦から程ない時期に、尼子氏と断交し大内氏に服属した。そして、この和睦以降氏綱が通董または浅口郡の領主に対して文書を発給することはなくなった。これをもって通董は、京兆家の統制を脱し、戦国期大名権力周縁の国衆（戦国領主）としてその立場を変容させた。
通董は永禄元年（1558年）から同3年（1560年）頃までに浅口郡を平定していたようだが、同3年までに安倍氏と小坂氏が離反している。また、同時期には毛利氏方に属している。
永禄5年（1562年）頃には、毛利元就が一族の兼重氏に対し、宇喜多氏の攻撃にさらされる連島にいた細川氏を救援しするために能島村上氏の動員を命じている、これが通董のことを指しているのかは不明。
永禄11年（1568年）の本太城合戦では、元就方の軍勢の中に通董の名前が見える。このことから、通頼が通董へと名前を変えたのは、永禄元年（1558年）から永禄11年（1568年）の間であるとわかる。また、この合戦では軍功を重ねたようで、足利義昭の御教書で軍功を誉められており、通董も元就に500貫の領地を要求している。
元亀元年（1570年）8月24日には、宇喜多氏勢が尼子氏とともに備中国に出兵し、通董は杉山城に篭ってこれと戦っている。同年12月21日のものと推定される小早川隆景の書状によると、隆景は備前国の国人である松田氏の領知から通董に700石を与える約束をしていたが、通董の要請を受けて備前国に1000貫の地を宛てがうことを約束している。このことから、この頃の通董が毛利氏から知行宛行を受ける存在であったことが分かる。また、小早川隆景の書状の宛名が「下野守」となっていることから、通董が「太郎」から「下野守」と改称したのは元亀元年（1570年）以前のこととなる。
通董は備中猿掛城を拠点として毛利方として活動する国人・庄元資と共に備中幸山城と鼻高山城の守備についたが、翌元亀2年（1571年）2月には備中国浅口郡片島で敗退し、5月7日には通董と庄元資が籠城する程にまで追い込まれ、同月13日には帰陣している。
天正2年（1574年）閏11月、毛利方の備中国人であった三村元親が毛利氏から離反して備中兵乱が始まると、通董も毛利方として従軍。同年12月26日に三村政親が守る備中西部の国吉城を毛利軍が包囲し攻撃を開始すると、敵わないと見た三村政親はしきりに降伏を申し出たが、小早川隆景は備中攻めの初戦であるため城兵は悉く討ち果たすべしと主張して降伏を認めず、国吉城への攻撃を続行。12月30日に三村政親が密かに国吉城を脱出したが、翌日の天正3年（1575年）1月1日に国吉城は陥落した。この時毛利軍が討ち取った敵兵はほぼ全滅にあたる305人に及んでいるが、その内の3人を通董の軍が討ち取っている。
天正3年（1575年）、通董は細川野州家代々の居城とされる備中鴨山城を改修し、それまで本拠としていた備中国浅口郡連島から移った。その際に鴨山城の麓にある曹洞宗寺院の清瀧山長川寺を菩提寺とし、山門や堂宇を再興して120石の寺領を寄進したと伝えられている。なお、長川寺には宝物として通董の嫡男である細川元通が描かせた通董の肖像画や、通董の法要記録数冊などが残されている。
天正4年（1576年）に石山本願寺への援軍として摂津国に出陣した際に挙げた武功を同年7月5日に足利義昭から賞され、褒美として肩衣と袴を与えられている。
以後も通董は一貫して毛利方として織田氏との戦いに従軍し、天正6年（1578年）に毛利方に寝返った摂津国の荒木村重らの援軍として輝元自ら東上する計画に通董も出陣が予定されたが、天正7年（1579年）1月に豊前国で杉重良が毛利氏を離反して大友氏に寝返ったために輝元自ら出陣して領国を空けるわけにはいかなくなり、荒木村重救援のための出陣は不発となった。
天正10年（1582年）の備中高松城の戦いに通董も加わり、羽柴秀吉率いる織田勢と対峙したが、その直後に本能寺の変が発生し、同年6月4日に毛利氏は織田氏と講和することとなる。
毛利氏と織田氏の講和後は上方で羽柴秀吉が織田氏内部での権勢を増していく一方、毛利氏内部では秀吉との内通者のあぶり出しと粛清が行われており、例えば天正12年（1584年）には備後神辺城と伯耆尾高城を拠点とする杉原景盛が誅殺される事件などが起こっている。毛利氏内部での疑心暗鬼が広がる状況で通董に対しても疑惑の目が向けられたようで、その釈明のために天正10年（1582年）11月7日付けで小早川隆景に対して起請文を送り、前年の天正9年（1581年）春に羽柴秀吉と対陣して以来の疑念について潔白を示している。この後に通董が譴責された様子は確認されておらず、通董に対する疑念についてはこの起請文によって晴れたと思われる。
通董は浅口を中心に6000石余（貫高制の時代のはずだが）の知行を有するようになっており、永禄2年に備中の地を踏んで以来の旧領回復に、一定の成果を上げたとも言える。
天正15年（1587年）7月30日、豊臣秀吉の九州平定の際に通董は小早川隆景に従って出陣し先鋒をも勤めるまでにいたるが、九州に向かう途上の赤間関で船中において病死した。享年53。家督は嫡男の元通が継いだ。

## 子孫
通董の嫡男である細川元通は本拠地である鴨山城の所在する浅口郡の在名から「浅口元通」とも名乗り、穂井田元清の娘を妻として毛利氏との婚姻関係を結んだ。朝鮮出兵にも出陣しており、慶長2年（1597年）12月の蔚山城の戦いで挙げた軍功によって毛利氏麾下の備中国人達が豊臣秀吉から与えられた感状に元通の名も記されている。
慶長5年（1600年）の関ヶ原の戦い後に毛利氏が防長二ヶ国に削封されると、元通も備中国の鴨山城を失ったためを去り義弟にあたる毛利秀元のもとに身を寄せた。家臣たちは備中に止まるもの、防長に下るものありと離散せざるを得なかった。元通の子孫は長府毛利家の家老となり、明治維新を迎えている。

## 肖像画
通董の菩提寺である長川寺には、通董の嫡男である細川元通が描かせた通董の肖像画を江戸時代のとある年の8月に通董の命日を期に修復した絹本著色で、縦82.3cm、横35.5cmの通董の肖像画が現在も残されている。像容としては、頭は月代を剃り上げて白髪の鬢を残し、後頭部に小さな武者髷を結い、左前合わせに三つの衣を重ねて白小袖の上着を着用した上に墨色地の左右肩に白い桐紋を置いた裃を羽織っている。趺座する脚を包み、墨色地に団花文を散らすようである袴は左右へ大きく膨らんで姿勢に威を与え、袴の締め紐には二刀を落とし差して、右手に扇子を持ち、左手を膝上に伏せて広い高麗縁の上畳に座した姿で描かれている。
また、肖像画の上端には二連の色紙形があって江戸時代の長川寺住職の誰かが記したと思われる画賛があるが、摩滅してしまって肉眼ではほとんど読み取れず、昭和63年（1988年）に『鴨方町史』が編纂される際に赤外線写真を撮影したことで、後半部分は判読不能であるものの、前半部分については「細川通董公は天正15年（1587年）7月30日に没すると、細川元通が父の肖像画を描かせて道場に掛け、孝養を尽くすことにおいてまるで神が宿っているようで、この父にしてこの子ありというべきであろうか。しかし、慶長5年（1600年）の秋に天下の変（関ヶ原の戦い）に遭い、元通は備中国浅口郡の居城を去ったが、二君に仕えないことを堅く守って兵を後にし、他の地の長州を故郷とするものである」といった内容が記されている。
なお、歴史学者の藤井駿は通董の肖像画について、「たくましい戦国武将の面影を伝えているというよりは、備中守護細川氏の最後を飾る名門武士としての気品が何となく漂うている風に感ぜられる」と評している。

## 墓所
通董の墓所は菩提寺の長川寺にあり、正徳5年（1715年）に通董の4代後の長府藩家老・長府細川家当主である細川元純によって建立されたと伝えられている。
通董の墓所は、平成28年（2016年）4月20日に岡山県浅口市の指定文化財に指定された。

## 大島の傘踊り
貞享3年（1686年）に、名君と慕われた細川通董の百回忌が通董の菩提寺である長川寺で営まれた。この時に旧大島地区の遺臣たちが武芸の“はしばし”を取り入れた供養踊りを奉納していたところ、たまたま夕立となり刀の代わりに雨傘を使用して踊ったことが起源といわれる「大島の傘踊り」が現代にも伝わっている。 これは全国的に多い輪踊りの形をとるもので、2人1組となり傘を刀に見立てて斬り合うように踊るのが特徴的である。岡山県指定重要無形民俗文化財となっている。現在は地元の保存会により、その一部が盆踊りとして舞われている。

## 逸話
- 天文20年（1551年）、攻め寄せる三好氏の軍勢を越之海において迎え討ち、数日間に渡って激戦を繰り広げた際に、通董の家臣である田中忠章（与右衛門）・忠広（与助）父子も奮戦し、父の田中忠章は奮戦の末に戦死。父の戦死に悲憤した子の田中忠広は多数の首級を挙げる武功を立て、同年12月に通董から感状と長光の太刀を与えられている[38]。
- 天正10年（1582年）、天文年間に兵火で焼失した鴨神社を再建し、神鏡1面、槍10本、神田などを寄進した[39]。
- 天正年間に八幡神社に鏡、鐘、槍を寄進している[40]。
- 年月日は不明だが、鴨方の日吉神社に矛5本を奉納した[41]。
- 岡山県浅口市鴨方町の修験道寺院である松井山大仙寺常楽院の付近に所在し、廃寺となった善光寺（後の地宝院）は通董の家臣である今井長信（左金吾）が建立したと伝えられている[42]。
- 鴨方町きっての古社である真止戸山神社は昔から広く崇敬を受け、永禄年間には通董が刀剣一口を寄進している[43]。また、通董の家臣である秋田三河守が永禄10年（1567年）8月に瓦を、杉山城主の河田隆長が元亀3年（1572年）に撞鐘1つを寄進しており、いずれも真止戸山神社の宝物とされていたが、現在は秋田三河守が寄進した古瓦のみが現存している[43]。
- 通董の菩提寺である長川寺には通董関連の法要の記録が複数所蔵されており、元文元年（1736年）7月30日に長川寺で執り行われた通董の150年忌法要の記録には、通董の母の一周忌法要香語も収載されている[44]。

## 家臣
- 秋田左衛門尉[45]
- 秋田九右衛門[45]
- 秋田三河守[43]
- 今井長信（左金吾）[42]
- 大嶋孫一郎[46]
- 大嶋孫右衛門[46]
- 大嶋簡助[46]
- 河田弾正左衛門尉[46]
- 河田右近[46]
- 河田隆長（紀伊守）[43][46]
- 河田主水[46]
- 河田主計頭[46]
- 河田源十郎[46]
- 河田源三郎[46]
- 河田市郎[46]

- 田中忠章（与右衛門）[38]
- 田中忠広（与助）[38] - 田中忠章の子。
- 西山式部少輔[46]
- 西山又右衛門[46]
- 西山左衛門尉[46]
- 西山源右衛門[46]
- 姫井綱利（重助）[47] - 備中三十六氏のひとつである姫井氏の出身。
- 姫井紀久（縫殿助）[47] - 姫井綱利の子。
- 姫井光久（次郎三郎）[47] - 姫井紀久の子。